# Auguste-Léon Bonjour
Auguste-Léon Bonjour, francoski general, * 1897, † 1986.